# Moessonia
Moessonia is een geslacht van rechtvleugeligen uit de familie veldsprinkhanen (Acrididae). De wetenschappelijke naam van dit geslacht is voor het eerst geldig gepubliceerd in 1921 door Willemse.

## Soorten
Het geslacht Moessonia omvat de volgende soorten:
- Moessonia novaeguineae Willemse, 1957
- Moessonia tenebrifera Walker, 1870